# Zagersdorf
Zagersdorf (maďarsky: Zárány, chorvatsky Cogrštof) je obec v okrese Eisenstadt-okolí, ve spolkové zemi Burgenland v Rakousku. V lednu 2015 zde žilo celkem 999 obyvatel.

## Poloha, popis
Obec se rozkládá zhruba 8 km jižně od Eisenstadtu, hlavního města spolkové země Burgenland. Severovýchodně od obce prochází zemská silnice B16, která je pokračováním dálnice A3.
Území obce je protáhlé ve směru od severozápadu k jihovýchodu. Vesnicí protéká potok zvaný Drassburger Bach, jinak také zvaný Nodbach. Ten se asi po 10 km vlévá zprava do říčky Wulka, která následně ústí do Neziderského jezera (Neusiedler See). Nadmořská výška území je zhruba od 165 m do 270 m.
Na jižním okraji hraničí s Maďarskem. Sousedními obcemi jsou Wulkaprodersdorf, Siegendorf, Klingenbach, Baumgarten, Drassburg a Antau.
Vesnice Zagersdorf je jediným sídlem obce.